# Jang Sun-yong
Jang Sun-yong, född 6 augusti 1951, är en nordkoreansk bågskytt. Hon deltog vid olympiska sommarspelen 1976.